# 1523
Évszázadok: 15. század – 16. század – 17. század
Évtizedek: 1470-es évek – 1480-as évek – 1490-es évek – 1500-as évek – 1510-es évek – 1520-as évek – 1530-as évek – 1540-es évek – 1550-es évek – 1560-as évek – 1570-es évek
Évek: 1518 – 1519 – 1520 – 1521 –  1522 – 1523 – 1524 – 1525 – 1526 – 1527 – 1528

## Események

### Határozott dátumú események
- január 1. – A johanniták egyezségben elismerik a rodoszi háborúban elszenvedett vereségüket és kiűritik a szigetet.[1]
- február 4. – VI. Adorján pápa megerősíti Tomori Pál kalocsai érseki kinevezését.[2]
- augusztus 6–7. – Tomori Pál pürrhoszi győzelmet arat a törökökön a szávaszentdemeteri csatában.[3]
- október 15.–december 16. – Csúcstalálkozóra került sor Bécsújhelyen II. Lajos, Ferdinánd főherceg, Krzysztof Szydłowiecki lengyel kancellár, a cseh főurak, és a pápai nuncius, valamint a moldvai követek között.[4]
- november 19. – VII. Kelemen foglalja el a pápai trónt.[5]

### Határozatlan dátumú események
- az év tavaszán – A törökök a dunai határszakaszon három nagyobb támadást hajt végre. (Márciusban Báli bég Pétervárad ellen vonul, május végén elpusztítja Valkó nagy részét, végül – a Ferhát pasa-féle csapatokkal megerősítve – augusztusban újra támad.)[3]
- augusztus – Az első hugenotta vértanú, Jean Vallière máglyahalált szenved Párizsban.[6]
- az év folyamán – A törökök elfoglalják a horvátországi Osztrovicát.[7]

## Születések
- szeptember 22. – Charles de Bourbon, Rouen érseke, bíboros, X. Károly néven a Szent Liga ellenkirálya († 1590)
- október 18. – Jagelló Anna Lengyelország királynője, Litvánia nagyfejedelemnője férje, Báthory István mellett († 1596)

## Halálozások
- május 17. – Franz von Sickingen, birodalmi lovag, a "lovagok háborújának" résztvevője, a lutheri reformáció támogatója (* 1481)
- augusztus 13. – Gerard David, flamand festő és illuminátor (* 1460)
- augusztus 29. – Ulrich von Hutten, német tudós, költő, vallási reformer (* 1488)
- szeptember 14. – VI. Adorján pápa (* 1459)[8]
- október – William Cornysh, angol zeneszerző, drámaíró, költő és színész (* 1465)

Bizonytalan dátum
- Wijerd Jelckama, fríz katonai vezető, szabadságharcos (* 1490)
- Bartolomeo Montagna, itáliai festő (* 1450 körül)